# Trakt pielgrzymkowy z Reszla do Świętej Lipki

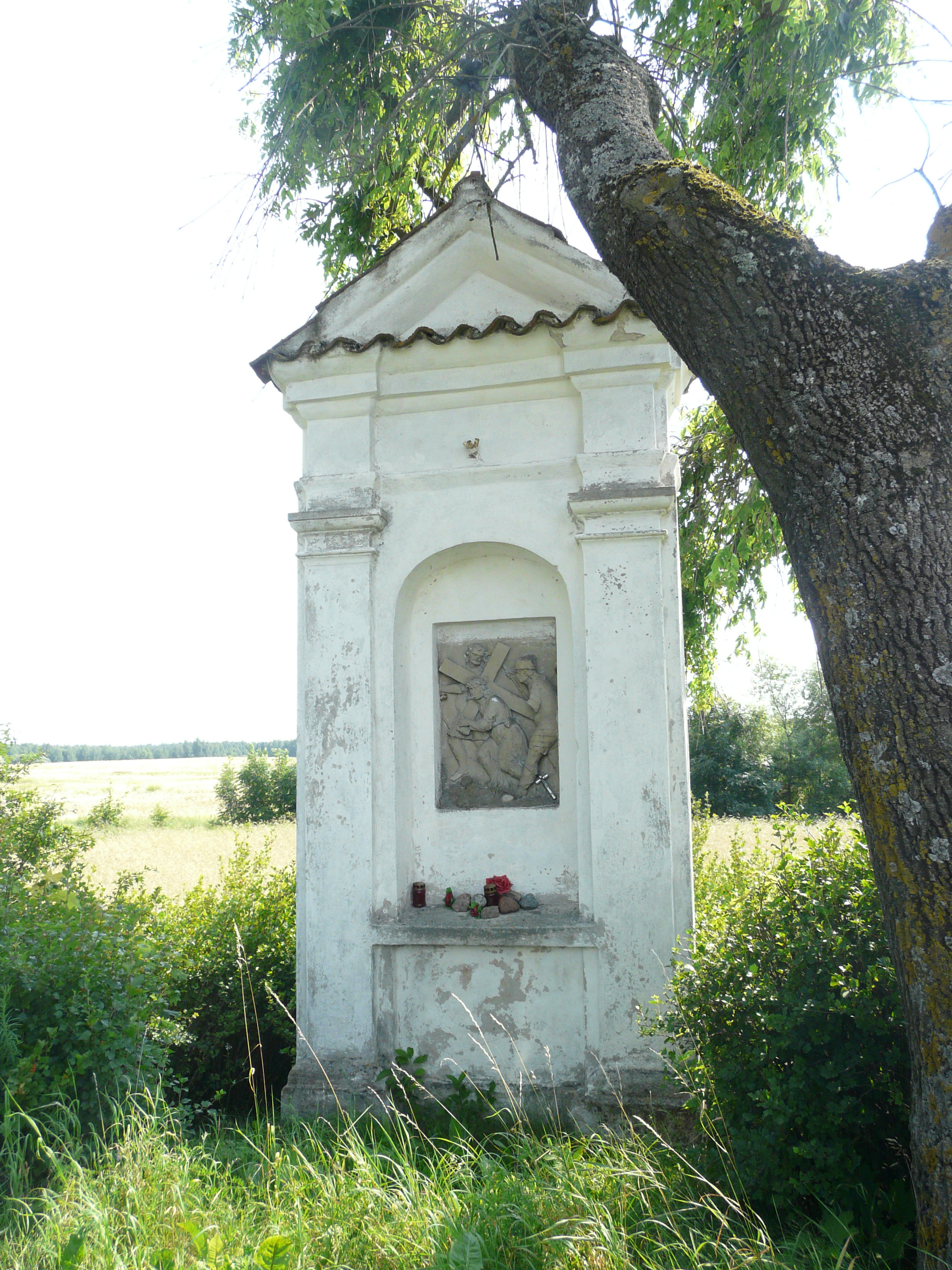
Kapliczka różańcowa IX- Dźwiganie krzyża na Kalwarię

Trakt pielgrzymkowy z Reszla do Świętej Lipki – droga z Reszla do Świętej Lipki długości ok. 6 km z barokowymi kapliczkami przydrożnymi.
Od XV wieku traktem szli w „łosierach” pieszo pątnicy do Sanktuarium Maryjnego w Świętej Lipce. Po hołdzie pruskim trakt łączył katolicką Warmię z protestanckimi Mazurami. W czasach biskupa Krzysztofa Jana Szembeka, w latach 1733–1735, zostały wybudowane po obu stronach traktu barokowe kapliczki różańcowe z piaskowca, wykonane w 1734 przez niemieckiego rzeźbiarza Jana Freya wraz z Janem Schmidtem. Wzdłuż alei rosną wiekowe lipy - pomniki przyrody. Zarówno kapliczki, jak i lipy wpisane są do rejestru zabytków.

## Zabytki
- Aleja wzdłuż drogi pielgrzymkowej do Świętej Lipki, XVIII, (nr ID i rej. zabytków NID A-4483 z 17.10.2011)
- Figura Matki Boskiej na kolumnie, przy drodze pielgrzymkowej, 1750, (nr ID i rej. zabytków NID A-2280 z 27.09.2006)
- 15 kaplic drogi różańcowej, 1734, nr rej.: 802 z 9.09.1968[1].

Spis kaplic
1. kapliczka różańcowa I, 1734 Zwiastowanie Najświętszej Maryi Pannie (nr ID i rej. zabytków NID 708537 A-1162 z 09.09.1968)
2. kapliczka różańcowa II, 1734 Nawiedzenie Świętej Elżbiety (708538 A-1162 z 09.09.1968)
3. kapliczka różańcowa III, 1734 Narodzenie Pana Jezusa (708539 A-1162 z 09.09.1968)
4. kapliczka różańcowa IV, 1734 Ofiarowanie Pana Jezusa w świątyni (708540 A-1162 z 09.09.1968)
5. kapliczka różańcowa V, 1734 Znalezienie Pana Jezusa w świątyni (A-1162 z 09.09.1968)
6. kapliczka różańcowa VI, 1734 Modlitwa w Ogrójcu (708542 A-1162 z 09.09.1968)
7. kapliczka różańcowa VII, 1734 Biczowanie Jezusa (708543 A-1162 z 09.09.1968)
8. kapliczka różańcowa VIII, 1734 Ukoronowanie cierniem Jezusa (708544 A-1162 z 09.09.1968)
9. kapliczka różańcowa IX, 1734 Dźwiganie krzyża na Kalwarię (708545 A-1162 z 09.09.1968)
10. kapliczka różańcowa X, 1734 Ukrzyżowanie i śmierć Jezusa (708546 A-1162 z 09.09.1968)
11. kapliczka różańcowa XI, 1734 Zmartwychwstanie Pana Jezusa (708547 A-1162 z 09.09.1968)
12. kapliczka różańcowa XII, 1734 Wniebowstąpienie Chrystusa (708548 A-1162 z 09.09.1968)
13. kapliczka różańcowa XIII, 1734 Zesłanie Ducha Świętego (708549 A-1162 z 09.09.1968)
14. kapliczka różańcowa XIV, 1734 Wniebowzięcie Najświętszej Maryi Panny (708550 A-1162 z 09.09.1968)
15. kapliczka różańcowa XV, 1734 Ukoronowanie Maryi na królową nieba i ziemi (708551 A-1162 z 09.09.1968)